# Haarlemmerplein

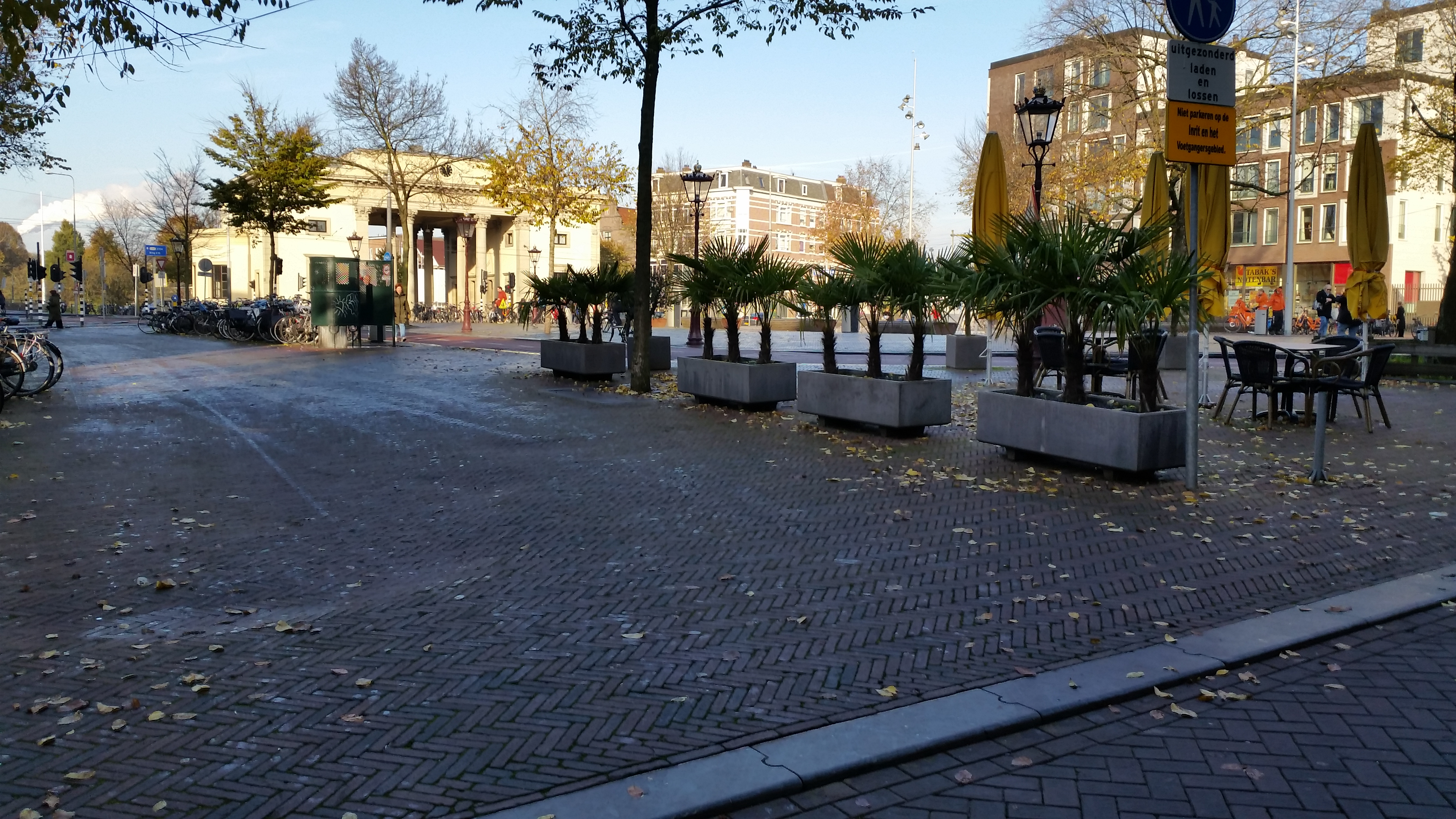
Overzicht over het plein vanaf de zuidoosthoek (november 2019)

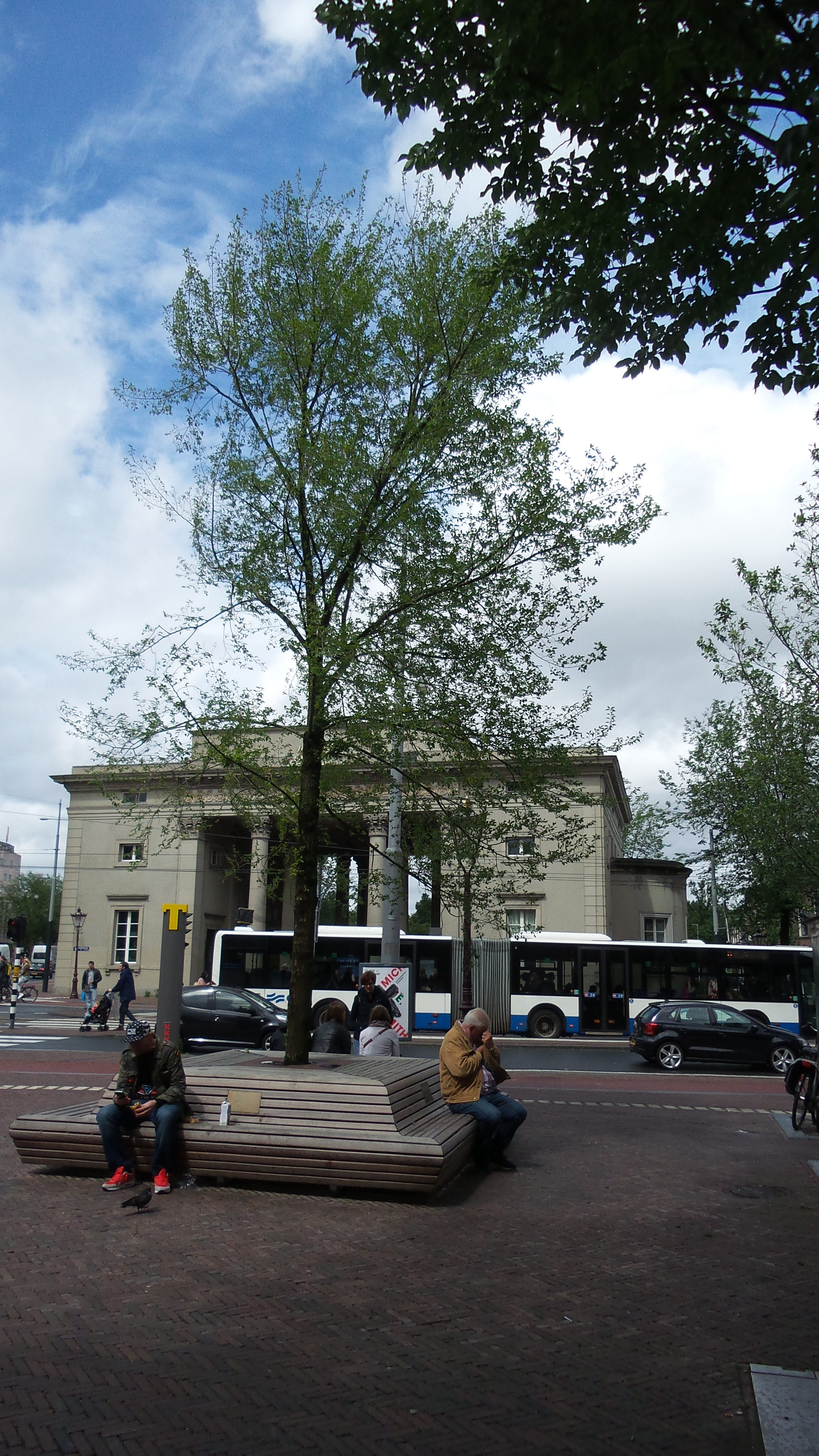
Iep 'Astronaut van Ruimteschip Aarde'. (2015)

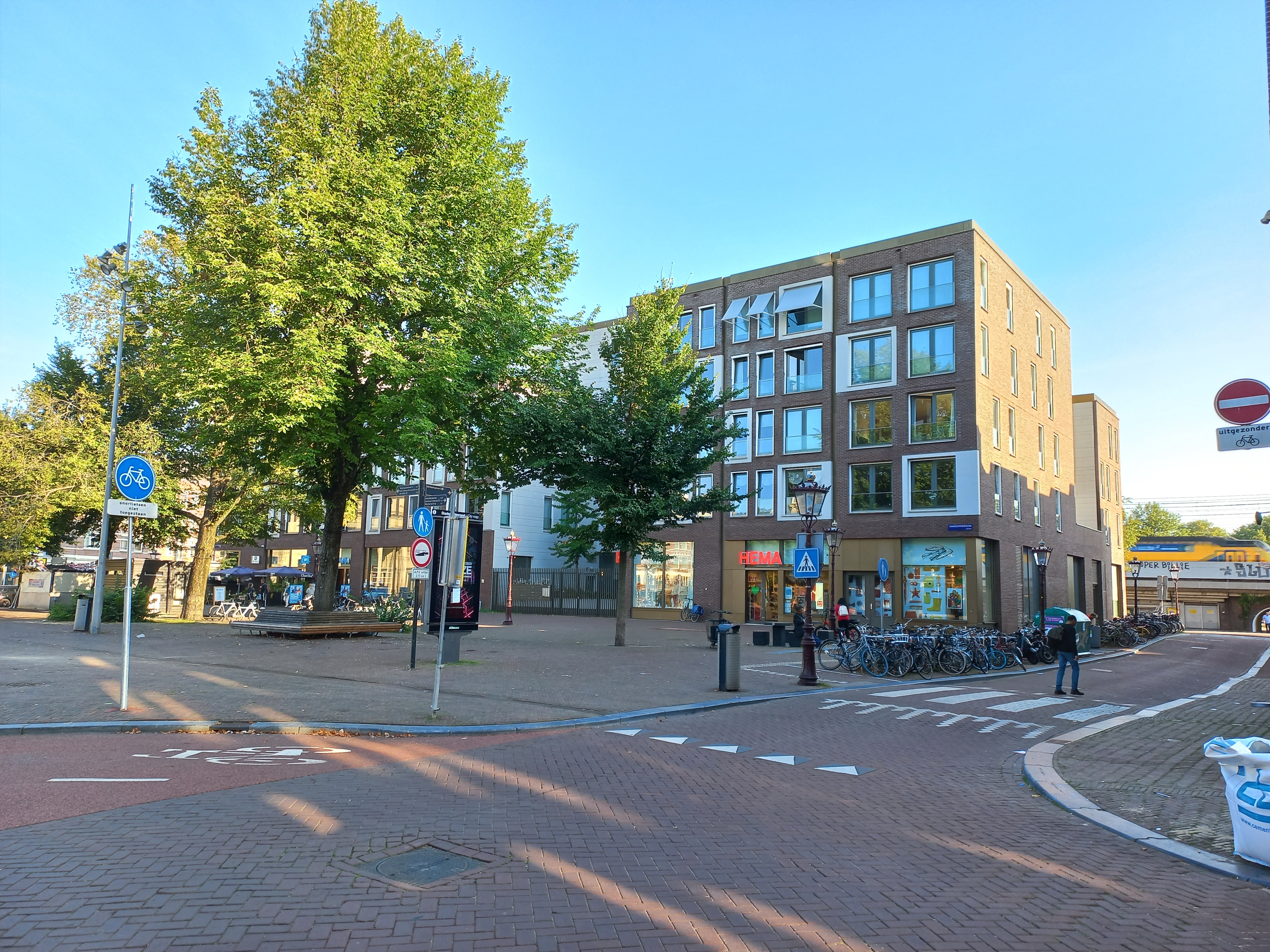
Noordwand plein (2023)

Het Haarlemmerplein verbindt de Amsterdamse Korte Marnixstraat met de Planciusstraat en grenst aan de Haarlemmerdijk en de Singelgracht in Amsterdam-Centrum. Het plein dateert uit de aanlegperiode van de Grachtengordel.

## Vertrekpunt naar Haarlem
Het is een zogenaamd 'wagenplein'. Paarden en wagens konden hier bij de stadspoort worden gestald. Het plein werd aan de westzijde afgesloten door de Haarlemmerpoort. De huidige Willemspoort dateert uit 1840.
De Willemsbrug verbindt het plein met het Nassauplein,
aan de overzijde van de Singelgracht. Hier begint de Haarlemmerweg en de Haarlemmertrekvaart. Sinds 1632 vertrokken hier de trekschuiten en tussen 1842 en 1878 vanaf Station Amsterdam Willemspoort de treinen in de richting Haarlem. Sinds 1878 passeren de treinen de noordzijde van het plein op weg naar het Centraal Station.
Ten zuiden van de Haarlemmerweg ligt de Staatsliedenbuurt en ten noorden de Spaarndammerbuurt. Het nabijgelegen Westerpark is in 1886 aangelegd.
Tussen 1902 en 1955 reed over het plein een tram van het Centraal Station naar de Spaarndammerbuurt. Tot 1944 was dit lijn 5, vanaf 1945 lijn 12. In 1955 kwam buslijn 12 die in  1974 werd verlegd naar de nieuw aangelegde straat door de Haarlemmer Houttuinen.
In 1975 werd dit buslijn 22.
Het Haarlemmerplein was het eindpunt van de eerste elektrische tramlijn in Amsterdam (Leidseplein – Haarlemmerplein, later naar de Planciusstraat), die op 14 augustus 1900 ging rijden, de latere tramlijn 10. Deze lijn reed hier tot 1942, vanaf 1951 heeft tramlijn 3 deze route overgenomen. Deze tramlijn en diverse buslijnen hebben hier hun halte.

## Wetenswaardigheden
- Haarlemmerplein 1 is in 1920 gebouwd voor een manufacturenhandel, ontwerp Jan Kuijt
- Haarlemmerplein 2 is rond 1970 gebouwd voor de AMRO Bank, ontwerp Arthur Staal
- Haarlemmerplein 4 is in 1920 speciaal gebouwd voor de Spaarbank voor de stad Amsterdam; de tekst is in de gevel leesbaar
- Haarlemmerplein 12-30 is een creatie van architect Dick van Gameren. De noordwand van het plein was begin jaren zeventig gesloopt ten faveure van een snelweg richting Amsterdam-Centrum; bovendien vond er een saneringsslag plaats binnen de Haarlemmer Houttuinen als buurt. De snelweg kwam er niet en het terrein bleef wel dertig jaar braak liggen. In 2006 werd uiteindelijk nieuwbouw met ondergrondse parkeergarage opgeleverd met 69 woningen en op de begane grond commerciële ruimten. Van Gameren ontwierp weliswaar moderne woningen, maar de gevelwand voert terug op de verschillen in hoogten en rooilijnen van gebouwen in de omgeving.[1]
- Het gebouw Haarlemmerplein 23 is het geboortehuis van Willem Drees met gedenksteen
- Sinds 2013 heeft het de in de grond verwerkte Fontein Haarlemmerplein ontworpen door Drazen Bokan.
- Sinds 2014 staat er de Wubboboom, een iep als levend monument ter nagedachtenis aan het duurzame gedachtegoed van Nederlands eerste ruimtevaarder Wubbo Ockels
- Sinds 2016 staat achter de Haarlemmerpoort (vanaf het plein gezien) het Standbeeld voor Jacob van Lennep van Lia van Vugt.

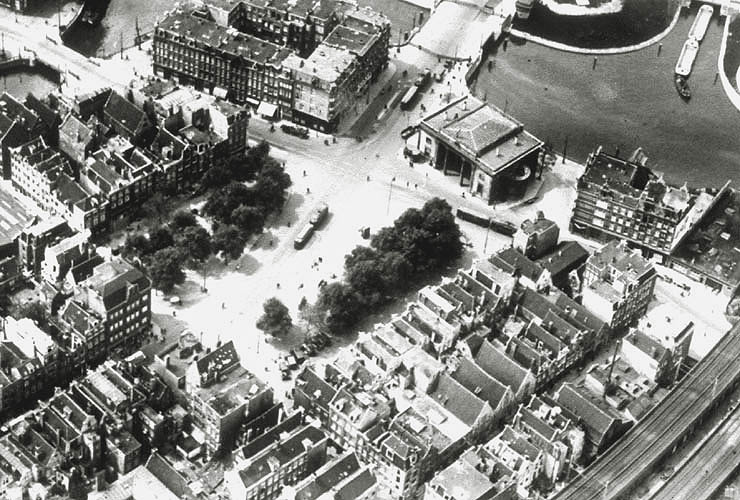
Luchtfoto van het Haarlemmerplein in de jaren dertig.

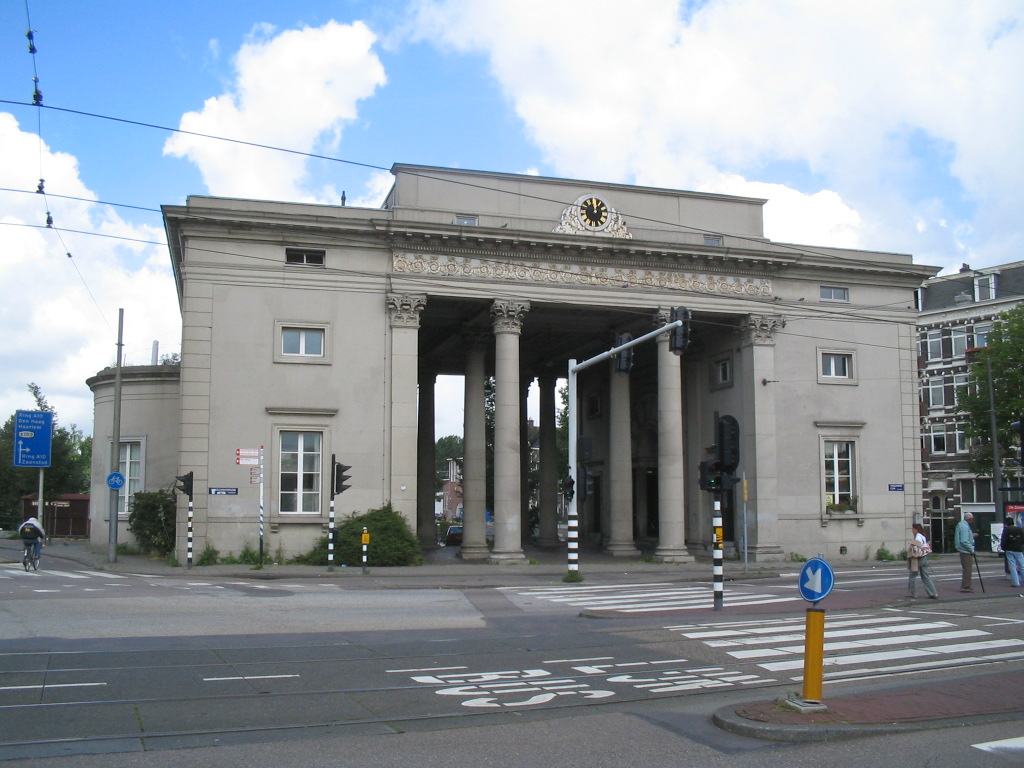
Haarlemmerpoort (2005)